# ダマラ・ハガレ
ダマラ・ハガレ (Damala Hagare, Damale Xagare, Damalo Xagare, Damalla-xagare, ソマリ語: Damala Xagare)は、ソマリアのサナーグ地域にある町。110キロメートル東にダハールがある。プントランド軍の基地がある。

## 概要
「ダマラ」はソマリ語でアカシアを指す。
ダマラ・ハガレは、スール高原の中央に位置するハディード高原の中にある。この地域の大部分は石膏質の土壌である。
アカシアの木が点在しているため、家畜の共同放牧に利用される。

## 歴史
2005年11月、サナーグ地域が水不足となり、ダマラ・ハガレも深刻な場所の一つと伝えられた。
2013年3月、ダマラ・ハガレでワルサンガリ氏族とデュルバハンテ氏族の和平会議が行われた。
2014年9月、ソマリランドの国防長官がヒンガロールのワルサンガリ氏族の会議に出席しようとしたが果たせず、ダマラ・ハガレで足止めを食らっている。
2019年5月、プントランド教育大臣がダマラ・ハガレを訪問した。ところがその直後、ダマラ・ハガレでソマリランド軍とプントランド軍が衝突した。被害は双方合わせて死者9名ほどとみられる。